# Robert Mærsk Uggla
Robert Mærsk Uggla (født 28. marts 1978) er administrerende direktør for A.P. Møller Holding A/S. Han er søn af Ane Mærsk Mc-Kinney Uggla og Gustav Peder Hansson Uggla og derved et af Mærsk Mc-Kinney Møllers børnebørn. Han er gift med Paola Konopik, som han blev gift med i Kastelskirken i København den 19. maj 2007.
I august 2009 blev Robert Mærsk Uggla udpeget til administrerende direktør for Broström Tankers. og i februar 2012 for Svitzer.
Fra september 2016 overtog han lederskabet af A.P. Møller Holding A/S.